# Jane Gail
Pour les articles homonymes, voir Gail.
Jane Gail (nom de naissance : Ethel S. Magee) est une actrice américaine née le 16 août 1890 à Salem, New York (États-Unis), et morte le 30 janvier 1963 à St. Petersburg, Floride (États-Unis).

## Biographie
Elle fut actrice dans le cinéma muet des années 1910. Elle est apparue dans une centaine de productions. Elle a joué plusieurs premiers rôles, cependant, elle n'a jamais obtenu le succès espéré. À 30 ans elle joue dans son dernier film Bitter Fruit (1920), et ne réapparaîtra jamais à l'écran.
Elle meurt le 30 janvier 1963 à l'âge de 72 ans.

## Filmographie
- 1912 : Docteur Jekyll et M. Hyde de Lucius Henderson
- 1912 : Her Heart's Refuge
- 1912 : The Puppet's Hour : Beth
- 1912 : The Stubbornness of Youth : Constance, la fille
- 1912 : When Father Had His Way
- 1912 : His Life
- 1912 : The Players
- 1912 : Twixt Love and Ambition
- 1912 : When Love Leads de Lloyd B. Carleton
- 1912 : A Mother's Strategy
- 1913 : Gold Is Not All de Wilfred Lucas : la fille
- 1913 : The Lost Note de Lloyd B. Carleton
- 1913 : Docteur Jekyll et Mr. Hyde de Herbert Brenon : Alice
- 1913 : From Death - Life
- 1913 : The Satchel Game
- 1913 : To Reno and Back : la femme
- 1913 : The Wanderer
- 1913 : The Rise of Officer 174 : Officer 174's Sweetheart
- 1913 : Toute la vérité (The Whole Truth) de George Loane Tucker
- 1913 : The Heart That Sees : l'aveugle
- 1913 : Margaret's Painting de Lloyd B. Carleton
- 1913 : Just a Fire Fighter de George Loane Tucker
- 1913 : The Count Retires de George Loane Tucker
- 1913 : The Jealousy of Jane de George Loane Tucker
- 1913 : Jane Marries
- 1913 : Une possibilité (A Possibility) de George Loane Tucker
- 1913 : Le Yogi (The Yogi) de George Loane Tucker
- 1913 : Lord Barry's Low Acquaintance
- 1913 : Mating de Fay Wallace
- 1913 : In Search of Quiet de Fay Wallace
- 1913 : The Pursuit of Jane
- 1913 : Péril en mer (In Peril of the Sea) de George Loane Tucker
- 1913 : Leurs parents (Their Parents) de George Loane Tucker
- 1913 : Hidden Fires de George Loane Tucker : Jane Gail, une actrice
- 1913 : Big Sister de George Loane Tucker
- 1913 : Jane of Moth-Eaten Farm de George Loane Tucker
- 1913 : Son heure de gloire (His Hour of Triumph) de George Loane Tucker
- 1913 : La Tentation de Jane (The Temptation of Jane) de George Loane Tucker
- 1913 : On Pine Mountain
- 1913 : Who Killed Olga Carew?
- 1913 : Traffic in Souls de George Loane Tucker : Mary Barton
- 1913 : Le Frère de Jane (Jane's Brother, the Paranoiac) de George Loane Tucker
- 1913 : Plain Jane de Matt Moore
- 1913 : The Story of David Greig de Walter MacNamara
- 1913 : The Actor's Christmas
- 1914 : She Stoops to Conquer : Kate Hardcastle
- 1914 : England Expects
- 1914 : Called Back : Pauline March
- 1914 : 0-18 or A Message from the Sky : 0-18
- 1914 : King the Detective in Formula 879 : Mrs. Cecil Disney
- 1914 : The Blood Test
- 1915 : Le Prisonnier de Zenda (The Prisoner of Zenda) : Princess Flavia
- 1915 : The Middleman : Mary Blenkarn
- 1915 : 1914 : Jeanne Lemont
- 1915 : The Streets of Make Believe : Katherine Drew
- 1915 : Tony : Giulia
- 1915 : The Corsican Brothers : Emilie de Lesparre
- 1915 : Fifty Fifty : Jennie Joyce
- 1915 : A Strange Disappearance : Luthia, Hoenmaker's Daughter
- 1915 : The Riddle of the Silk Stockings : Jane Clark
- 1915 : Mismated : The China Clerk
- 1915 : The Wrong Label
- 1915 : His New Automobile : Jane Gallup
- 1915 : The New Jitney in Town : Jane, the Saleswoman
- 1915 : The Little Lady Across the Way
- 1915 : When Love Laughs
- 1916 : Vanity Thy Name Is?
- 1916 : Plot and Counter Plot
- 1916 : Rupert of Hentzau : Queen Flavia
- 1916 : Her Invisible Husband
- 1916 : The Poet's Progress
- 1916 : Why Mrs. Kentworth Lied
- 1916 : A Double Fire Deception : Pollyh
- 1916 : His Little Story
- 1916 : Blind Man's Bluff
- 1916 : The River Goddess
- 1916 : A Stranger in His Own Home
- 1916 : Infamie
- 1916 : Ashamed of the Old Folks
- 1916 : Jane's Choice
- 1916 : A Story from Life
- 1916 : Vingt Mille Lieues sous les mers) (20,000 Leagues Under the Sea) : A Child of Nature
- 1917 : Homeless
- 1917 : The Blood-Stained Hand
- 1917 : A Studio Cinderella
- 1917 : The Fireman's Bride : Jane
- 1917 : The Girl Who Didn't Think : Lucille Ryan
- 1917 : An Hour of Terror
- 1917 : Prodigal Papa
- 1917 : David Craig's Luck
- 1917 : Pots and Poems
- 1917 : Breaking the Family Strike
- 1917 : She Married Her Husband
- 1917 : One Bride Too Many
- 1917 : The Brass Girl
- 1918 : The Liar
- 1920 : Bitter Fruit